# Okręg wyborczy województwo przemyskie do Senatu Rzeczypospolitej Polskiej
Okręg wyborczy województwo przemyskie do Senatu Rzeczypospolitej Polskiej obejmował w latach 1989–2001 obszar województwa przemyskiego. Wybierano w nim 2 senatorów, przy czym w latach 1989–1991 obowiązywała zasada większości bezwzględnej, zaś w latach 1991–2001 większości względnej.
Powstał w 1989 wraz z przywróceniem instytucji Senatu. Zniesiony został w 2001, na jego obszarze utworzono nowe okręgi nr 21 i 22.
Siedzibą okręgowej komisji wyborczej był Przemyśl.

## Reprezentanci okręgu
| Rok  | Senator komitet wyborczy                 | Senator komitet wyborczy                          | Senator komitet wyborczy                   | Senator komitet wyborczy                                                 |
| ---- | ---------------------------------------- | ------------------------------------------------- | ------------------------------------------ | ------------------------------------------------------------------------ |
| 1989 |                                          | Tadeusz Ulma                                      |                                            | Jan Musiał Porozumienie Obywatelskie Centrum (1991)                      |
| 1991 |                                          | Stanisław Kostka Konfederacja Polski Niepodległej |                                            | Jan Musiał Porozumienie Obywatelskie Centrum (1991)                      |
| 1993 |                                          | Adam Woś Polskie Stronnictwo Ludowe               |                                            | Mieczysław Biliński Niezależny Samorządny Związek Zawodowy „Solidarność” |
| 1997 |                                          | Andrzej Mazurkiewicz Akcja Wyborcza Solidarność   | Witold Kowalski Akcja Wyborcza Solidarność |                                                                          |
| 2001 | okręg zniesiony, patrz okręgi nr 21 i 22 | okręg zniesiony, patrz okręgi nr 21 i 22          | okręg zniesiony, patrz okręgi nr 21 i 22   | okręg zniesiony, patrz okręgi nr 21 i 22                                 |

## Wyniki wyborów
Symbolem „●” oznaczono senatorów ubiegających się o reelekcję.

### Wybory parlamentarne 1989
| Kandydat                                                          | Głosów  | %     |
| ----------------------------------------------------------------- | ------- | ----- |
| Tadeusz Ulma                                                      | 137 488 | 77,77 |
| Jan Musiał                                                        | 128 340 | 72,60 |
| Andrzej Wojciechowski                                             | 19 901  | 11,26 |
| Mieczysław Nyczek                                                 | 12 437  | 7,04  |
| Tadeusz Dec                                                       | 12 169  | 6,88  |
| Adam Wąsik                                                        | 11 794  | 6,67  |
| Liczba głosów ważnych: 176 778 Źródło: Państwowa Komisja Wyborcza |         |       |

### Wybory parlamentarne 1991
| Kandydat                                              | Kandydat               | Komitet wyborczy                                 | Głosów |
| ----------------------------------------------------- | ---------------------- | ------------------------------------------------ | ------ |
|                                                       | Jan Musiał●            | Porozumienie Obywatelskie Centrum                | 37 870 |
|                                                       | Stanisław Kostka       | Konfederacja Polski Niepodległej                 | 23 224 |
|                                                       | Roman Wołoszyn         | Polskie Stronnictwo Ludowe Sojusz Programowy     | 22 225 |
|                                                       | Jan Kowal              | Porozumienie Obywatelskie Centrum                | 17 732 |
|                                                       | Anna Baranowska-Bilska | Unia Demokratyczna                               | 16 978 |
|                                                       | Antoni Prokopowicz     | Polskie Stronnictwo Ludowe Sojusz Programowy     | 16 570 |
|                                                       | Edward Makowiecki      | Wyborcza Akcja Katolicka                         | 16 442 |
|                                                       | Augustyn Czubocha      | Porozumienie Ludowe                              | 16 324 |
|                                                       | Alicja Dyhdalewicz     | Konfederacja Polski Niepodległej                 | 15 197 |
|                                                       | Michał Pierzycki       | Porozumienie Ludowe                              | 11 340 |
|                                                       | Paweł Jerski           | Unia Demokratyczna                               | 11 190 |
|                                                       | Stanisław Wróbel       | Sojusz Lewicy Demokratycznej                     | 10 495 |
|                                                       | Roman Kałamarz         | Wojewódzkie Zrzeszenie „Ludowe Zespoły Sportowe” | 8731   |
|                                                       | Zdzisław Szewczyk      | Stronnictwo Demokratyczne                        | 6981   |
| Frekwencja: 45,30% Źródło: Państwowa Komisja Wyborcza |                        |                                                  |        |

### Wybory parlamentarne 1993
| Kandydat                                              | Kandydat             | Komitet wyborczy                                     | Głosów |
| ----------------------------------------------------- | -------------------- | ---------------------------------------------------- | ------ |
|                                                       | Adam Woś             | Polskie Stronnictwo Ludowe                           | 59 782 |
|                                                       | Mieczysław Biliński  | Niezależny Samorządny Związek Zawodowy „Solidarność” | 40 845 |
|                                                       | Andrzej Mazurkiewicz | Konfederacja Polski Niepodległej                     | 37 238 |
|                                                       | Edward Dziaduła      | Sojusz Lewicy Demokratycznej                         | 26 499 |
|                                                       | Stanisław Sobczuk    | Sojusz Lewicy Demokratycznej                         | 24 380 |
|                                                       | Andrzej Nowowiejski  | Unia Demokratyczna                                   | 23 911 |
|                                                       | Jan Musiał●          | „Zjednoczenie Polskie”                               | 23 386 |
|                                                       | Maria Machaj         | Bezpartyjny Blok Wspierania Reform                   | 21 806 |
| Frekwencja: 52,70% Źródło: Państwowa Komisja Wyborcza |                      |                                                      |        |

### Wybory parlamentarne 1997
| Kandydat                                              | Kandydat             | Komitet wyborczy                    | Głosów |
| ----------------------------------------------------- | -------------------- | ----------------------------------- | ------ |
|                                                       | Andrzej Mazurkiewicz | Akcja Wyborcza Solidarność          | 73 055 |
|                                                       | Witold Kowalski      | Akcja Wyborcza Solidarność          | 61 915 |
|                                                       | Jerzy Marcinko       | Sojusz Lewicy Demokratycznej        | 30 649 |
|                                                       | Adam Woś●            | Polskie Stronnictwo Ludowe          | 30 102 |
|                                                       | Kazimierz Ziobro     | Ruch Odbudowy Polski                | 21 824 |
|                                                       | Jan Bartmiński       | Unia Wolności                       | 20 091 |
|                                                       | Zofia Kukla          | Krajowa Partia Emerytów i Rencistów | 14 325 |
|                                                       | Jerzy Janus          | Krajowa Partia Emerytów i Rencistów | 10 490 |
|                                                       | Mieczysław Biliński● | Społeczny KW                        | 5403   |
| Frekwencja: 52,20% Źródło: Państwowa Komisja Wyborcza |                      |                                     |        |